# Inma Femenía
Inma Femenía (Pego, 1985) és una artista visual valenciana.
El 2017 exposà l'obra Free Fall al vestíbul de l'IVAM, i el 2020 feu una exposició individual a Bombas Gens.